# Robert Pettersson
Karl Robert Pettersson, född 1 september 1978 i Uppsala, är en svensk sångare samt en av grundarna av musikgrupperna Takida och Stiftelsen. 
Robert Pettersson växte upp i Ånge, men är numera bosatt i Sundsvall. Han var från 2018 gift med sångerskan Dea Norberg.
I april 2024 dömdes han för narkotikabrott och misshandel under en hockeymatch i Örnsköldsvik som inträffade året innan. Straffet blev villkorlig dom, samhällstjänst, samt ett skadestånd på 10 000 kronor till den misshandlade mannen.

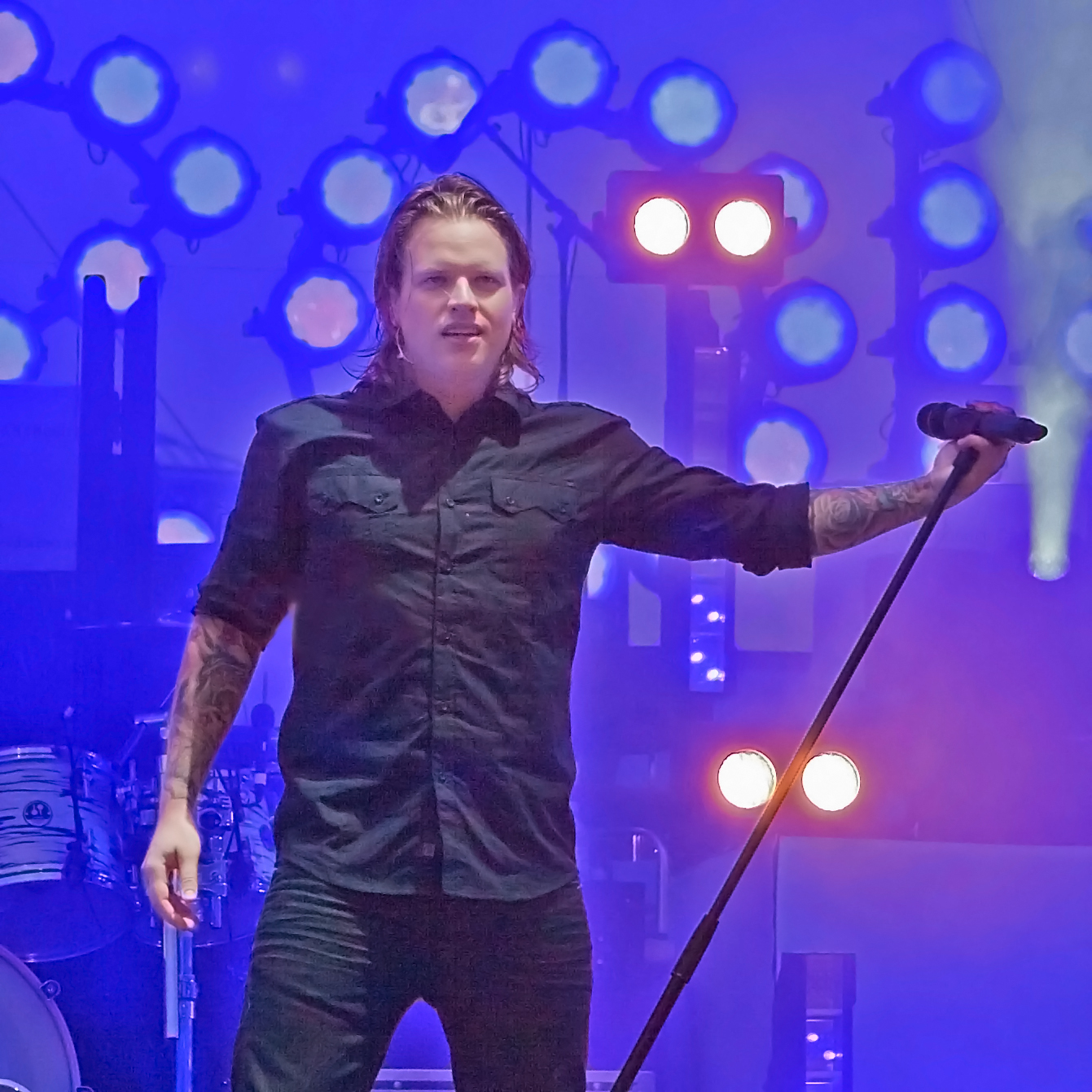
Robert Pettersson på LOVE Stockholm 2010.

## Diskografi

### Takida
- 2006 – Make You Breathe
- 2007 – Bury the Lies
- 2009 – The Darker Instinct
- 2011 – The Burning Heart
- 2014 – All Turns Red
- 2016 – A Perfect World
- 2019 – Sju
- 2021 – Falling from Fame
- 2024 - The Agony Flame

### Stiftelsen
- 2012 – Ljungaverk
- 2013 – Dopet
- 2015 – Kom som du är
- 2017 – Allting låter som Slipknot[4]
- 2020 – Moder Jord
- 2022 – En vampyr har alltid fest